# Ločki Vrh, Destrnik
Ločki Vrh je naselje v Občini Destrnik.